# شهرستان المنا، میشیگان
شهرستان المنا، میشیگان (به انگلیسی: Almena Township, Michigan) یک منطقهٔ مسکونی در ایالات متحده آمریکا است که در میشیگان واقع شده‌است.

## خصوصیات
شهرستان المنا ۹۰٫۱ کیلومترمربع مساحت و ۴٬۲۲۶ نفر جمعیت دارد و ۲۲۲ متر بالاتر از سطح دریا واقع شده‌است.